# Ljetnikovac Kancelirovac u Okrugu Donjem
Ljetnikovac Kancelirovac, ljetnikovac u Okruku Gornjem, zaštićeno kulturno dobro.

## Opis dobra
Ruševni ostatci zgrade na položaju zvanom "pod polaču" nalaze se u polju, otprilike oko 200 m od obale uvale Kancelirovca na sjeverozapadnoj strani otoka Čiova. Građena je grubo klesanim kamenim kvadrima. U potpunosti je sačuvano jugoistočno pročelje. Sjeveroistočno i jugozapadno pročelje djelomično su sačuvani, dok je sjeverno u potpunosti srušeno. Na katastarskom planu iz 1830. zacrtan je kao "ruina di castelo Giovani Fabrieri e ruina di casa".

## Zaštita
Pod oznakom RST-871 zaveden je kao nepokretno kulturno dobro - pojedinačno, pravna statusa zaštićena kulturnog dobra, klasificirano kao "profana graditeljska baština".